# Forat blau de Dean

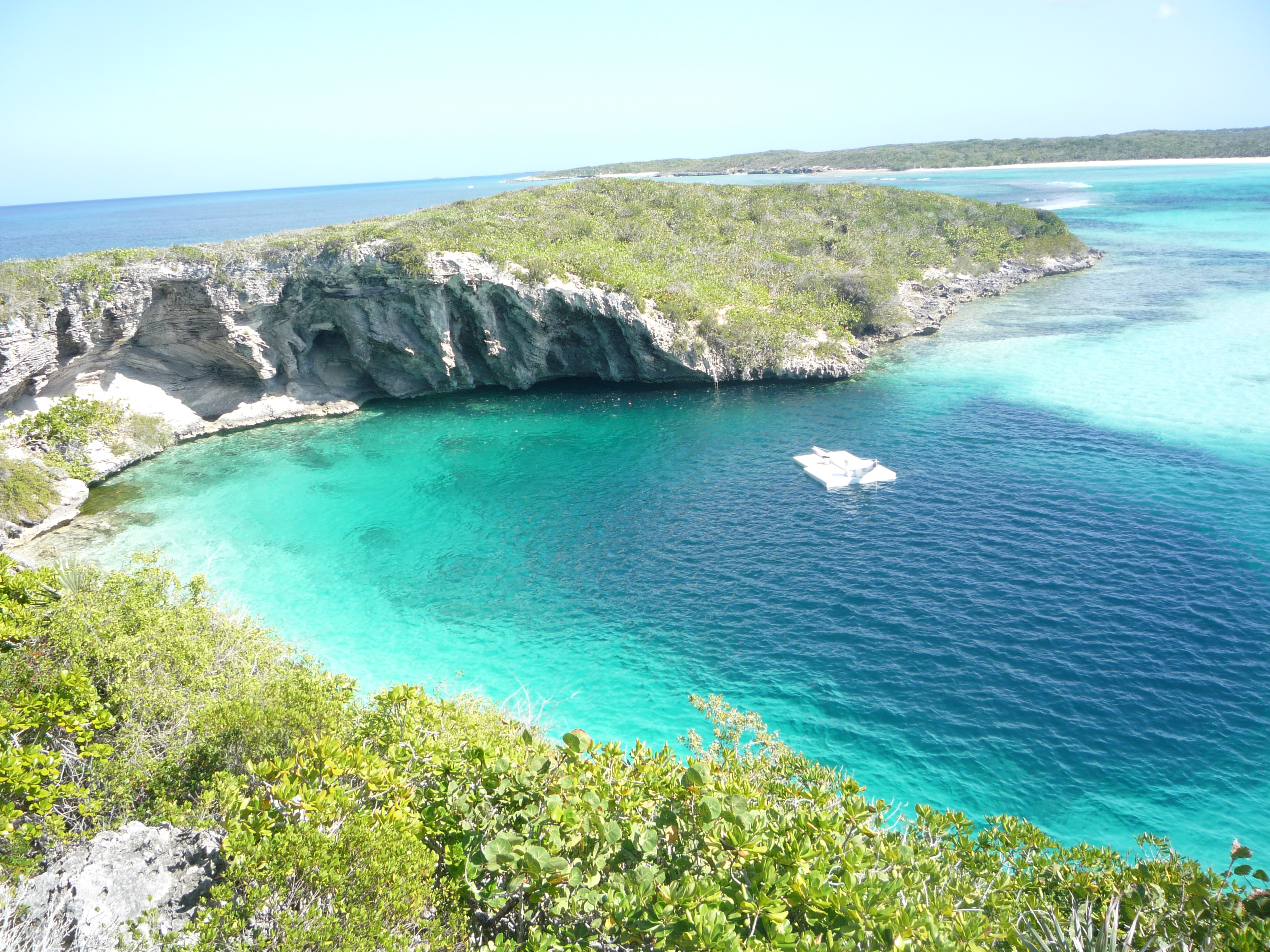
El forat blau de Dean

El forat blau de Dean (en anglès: Dean's Blue Hole) és un forat blau situat en una badia a l'oest de Clarence Town a l'illa Llarga, Bahames. Té una profunditat de 202 metres, i és el més profund del món.

## Procés de formació
Els forats blaus es formen mitjançant la percolació de l'aigua de pluja en penetrar a través de fractures en roques calcàries sedimentàries fins al nivell que va tenir el nivell del mar durant les eres glacials que van ocórrer durant el Plistocè, fa uns 15.000 anys. La màxima profunditat d'altres forats blaus coneguts és d'uns 100 m, de manera que el forat blau de Dean amb els seus 202 m de profunditat és de característiques excepcionals.
El forat blau de Dean és aproximadament circular en la superfície, amb un diàmetre d'uns 25 a 35 metres. A una profunditat d'uns 20 metres el forat s'eixampla en forma considerable formant una caverna que posseeix uns 100 metres de diàmetre.

## Immersió
L'abril de 2007, William Trubridge va batre el rècord mundial de capbussada lliure en aquest lloc en assolir una profunditat de 84 m sense utilitzar aletes. L'abril de l'any 2008, durant una competició de capbussada lliure anomenada Vertical Blue 2008, es van batre més de 25 marques nacionals i 5 rècords mundials. Durant aquest esdeveniment, William Trubridge va batre el seu propi rècord mundial en la modalitat "Pes constant sense aletes" (CNF) aconseguint 86 m de profunditat, i també va trencar el rècord d'immersió lliure (FIM) en assolir 108 m de profunditat. L'abril de l'any 2009, l'australià Walter Steyn hi va establir un nou rècord australià d'immersió lliure en assolir una profunditat de 100 m. El 2010 el francés Guillaume Nery va gravar-hi un vídeo artístic d'un "salt BASE" al forat blau.